# Israël au Concours Eurovision de la chanson 2021
Israël est l'un des trente-neuf pays participants du Concours Eurovision de la chanson 2021, qui se déroule à Rotterdam aux Pays-Bas. Le pays est représenté par la chanteuse Eden Alene, sélectionnée en interne par le diffuseur israélien KAN, et sa chanson  Set Me Free, sélectionnée lors de l'émission HaShir SheLanu L'Eurovizion 2021. Le pays se classe 17e avec 93 points lors de la finale.

## Sélection
Le diffuseur israélien KAN confirme sa participation au concours 2021 la 12 décembre 2019, annonçant également qu'il prévoit de tenir une sélection télévisée pour désigner son représentant.

### Sélection de l'artiste
Le 22 mars 2020, soit quatre jours après l'annulation de l'Eurovision 2020, KAN décide de reconduire la chanteuse Eden Alene comme représentante du pays, renonçant ainsi à une sélection télévisée pour sélectionner son artiste représentant.

### Sélection de la chanson
Le processus de sélection de la chanson débute le 16 septembre 2020 avec un appel à candidatures de la part d'auteurs et compositeurs de chansons. Au terme de la période de soumission des chansons un mois plus tard, 220 avaient été reçues. Un panel de professionnels décide ensuite des chansons qui seront présentées pour la sélection publique. Initialement, seize chansons devaient être sélectionnées, mais finalement seules neuf sont soumises au vote du public,.
Le 2 décembre 2020, les versions démo des neuf chansons sont publiées et soumises à un premier vote en ligne, qui dure jusqu'au 13 décembre 2020. De ces neufs chansons, trois sont sélectionnées pour la dernière phase de la sélection : deux par le public et une par un jury de professionnels.
- Qualifié par le vote du public
- Qualifié par le jury

| Chanson                | Langue                    | Pourcentage | Place |
| ---------------------- | ------------------------- | ----------- | ----- |
| Can't Stop a Hurricane | Anglais                   | 8.9%        | 6     |
| Coming Out             | Anglais                   | 7.3%        | 8     |
| Flying                 | Anglais                   | 8.7%        | 7     |
| La La Love             | Anglais, hébreu           | —           | —     |
| Rise Up Today          | Anglais, amharique        | 7.2%        | 9     |
| Set Me Free            | Anglais, hébreu           | —           | —     |
| Shoulders              | Anglais, amharique        | 12.1%       | 4     |
| Spilling Magic         | Anglais                   | 10.4%       | 5     |
| Ue La La               | Anglais, hébreu, français | —           | —     |

Au terme du premier tour de vote, les chansons La La Love, Set Me Free et Ue La La sont qualifiées pour le second vote. La sortie des versions finales de ces chansons est planifiée au 18 janvier 2021 mais une fuite force la sortie des chansons au 5 janvier. Le second vote se tient du 19 au 25 janvier 2021, les résultats finaux étant annoncés lors de l'émission HaShir SheLanu L'Eurovizion 2021.
- Vainqueur

| Song        | Percentage | Place |
| ----------- | ---------- | ----- |
| La La Love  | 17.2%      | 2     |
| Set Me Free | 71.3%      | 1     |
| Ue La La    | 11.5%      | 3     |

Au terme du vote, la chanson sélectionnée est Set Me Free.

## À l'Eurovision
Israël participe à la première demi-finale du 18 mai 2021. Elle s'y classe 5e avec 192 points, se qualifiant donc pour la finale. Lors de celle-ci, elle termine à la 17e place avec 93 points.